# Eulampis jugularis
Eulampis jugularis là một loài chim trong họ Chim ruồi.

## Hình ảnh

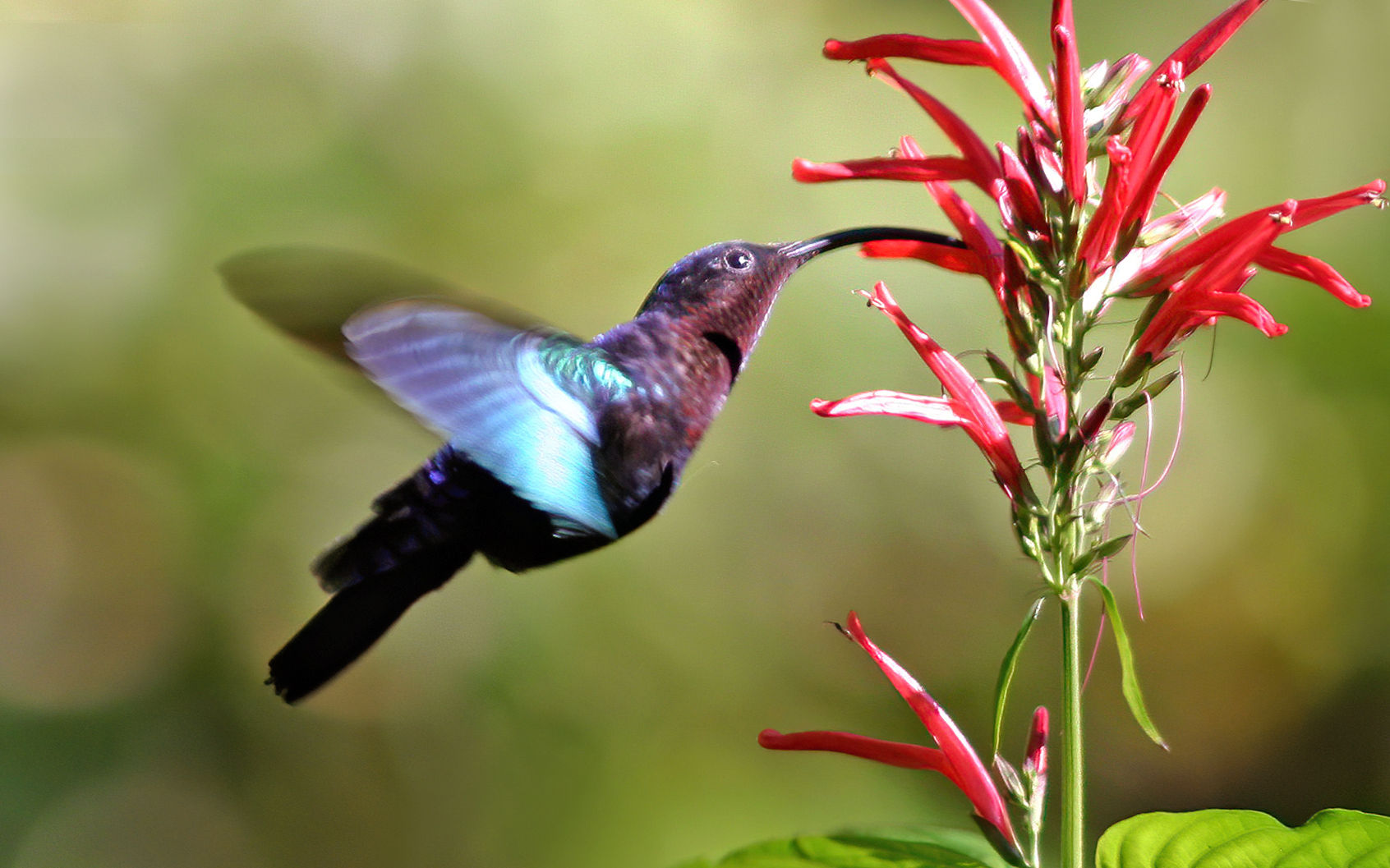
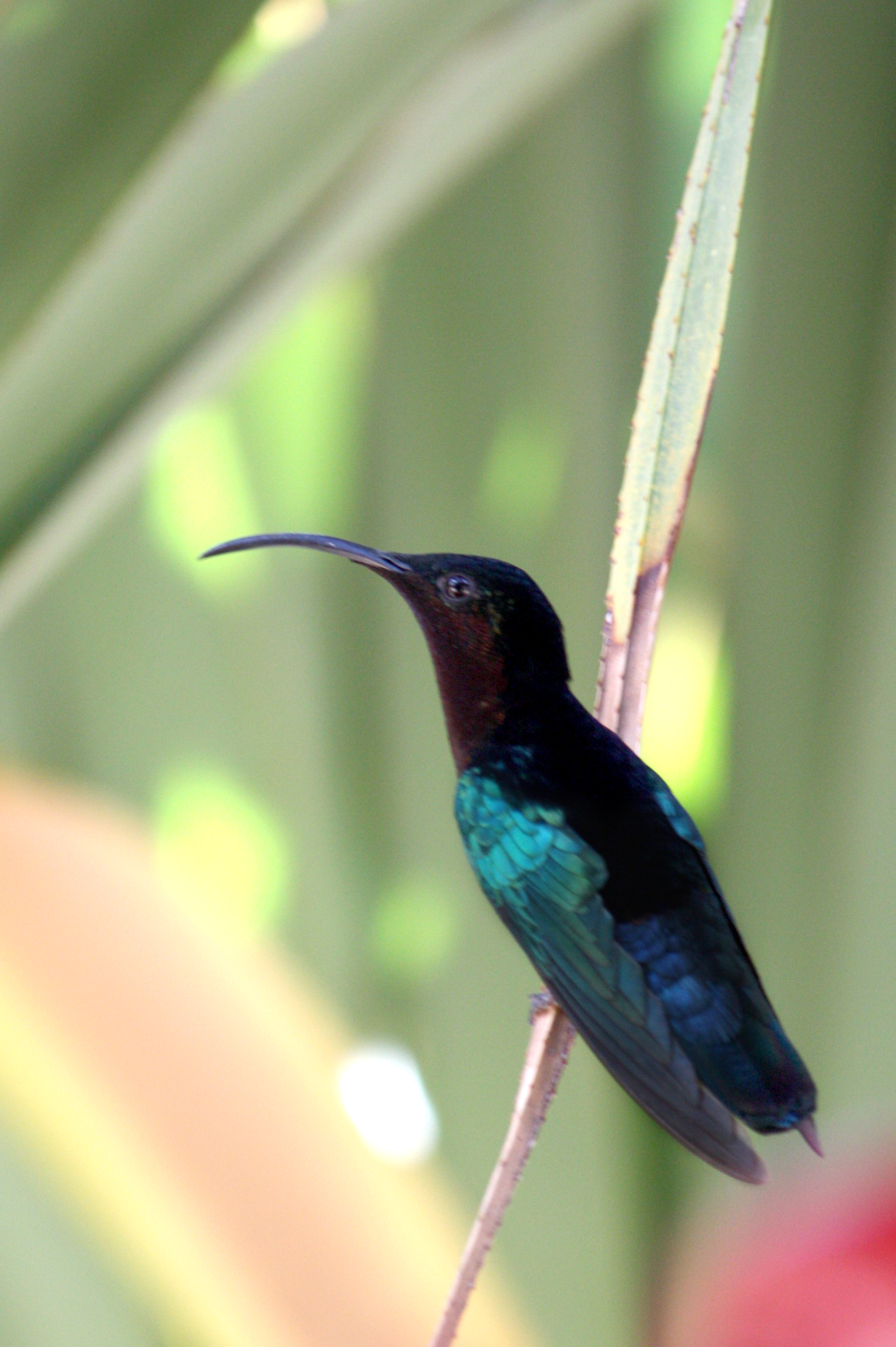